# Pseudodexia longicornis
Pseudodexia longicornis là một loài ruồi trong họ Tachinidae.